# Minami-ke
Minami-ke (みなみけ, lit. A Família Minami) é um mangá criado por Koharu Sakuraba, também autor de Kyo no Gononi. A primeira temporada foi produzida pelo estúdio Dōmu, e foi ao ar no dia 7 de outubro de 2007. A segunda, foi produzida pelo estúdio Asread, e foi ao ar no dia 6 de janeiro de 2008 com o título de "Minami-ke: Okawari". Uma terceira temporada, com o título "Minani-ke Okaeri" iniciou-se dia nove de janeiro de 2009, produzida também pelo estúdio Asread.

## Enredo
A história trata da vida de três irmãs da família "Minami"; Haruka, Kana e Chiaki, cada uma com sua própria personalidade marcante e meios de passar o dia em casa e na escola, ginásio ou colégio. O anime tem episódios com temas variados, e não possui um objetivo final a ser alcançado, tendo o mesmo estilo que animes como Lucky Star, Azumanga Daioh e School Rumble, porém com temática mais séria e adulta do que todos citados.
Cada uma delas estuda em um estágio educacional japonês, Chiaki estuda no ensino fundamental (relativo a 1ª a 4ª Série no Brasil/Escola), Kana no ensino fundamental secundário (Relativo a de 5ª a 8ª série no Brasil) e Haruka no ensino médio (1º a 3° ano/Colégio), devido a isso vários personagens adicionais são apresentados durante os episódios em que as personagens principais estão em horário de estudos.

## Anime
No início de cada episódio do anime, Chiaki lê uma mensagem direcionada ao público, avisando que o show a ser apresentado é apenas uma história comum, e que os espectadores não devem ter expectativas muito grandes quanto a ele, e adicionando a isso pede para que os espectadores se adequem as medidas de segurança ao assitir televisão, do governo japones. O anime segue as mesmas histórias do mangá.

## Personagens
Haruka Minami
Seiyuu:Rina Saito
Haruka é a mais velha das três irmãs, cursa o segundo ano do equivalente ao ensino médio do Brasil, possui cabelos longos e castanhos, tem personalidade maternal para com as duas irmãs mais novas, é responsável e tem personalidade doce e gentil para com todos, é a última a chegar em casa quase sempre. Cuida das irmãs desde muito tempo, por isso às vezes é confundida com a mãe delas, porém essa responsabilidade desaparece quando ela está sozinha e não precisa cuidar das irmãs,se tornando completamente preguiçosa. É a que possui mais habilidades tanto dentro como fora de casa, sendo responsável por tarefas domésticas e pelas refeições. Ela é o modelo de mulher ideal para irmã mais nova.
Kana Minami
Seiyuu:Marina Inoue
Kana é a irmã do meio, cursa o "Segundo Fundamental" ou "Ginásio" de acordo com o sistema de educação japonês, diferente das irmãs ela possui cabelo castanho-escuro, e sempre os usa com dois rabos um de cada lado da cabeça, tem personalidade infantil, mais infantil até que a da irmã mais nova Chiaki, é hiper-ativa e possui ideias aleatórias que frequêntemente irritam a irmã mais nova. Não tem nenhum dom na vida doméstica ou na culinário, sempre causando temor as irmãs quando tenta ajudar nas refeições. Apesar de estar sempre pulando, correndo ou se envolvendo em brigas, é completamente relaxada e preguiçosa quanto aos estudos sempre tirando notas vermelhas, até chegando ao ponto de inventar feriados para evitar aulas, e leva alguns amigos da irmã, Chiaki, com ela em suas escapadas. É erroneamente guiada pelos conselhos de sua irmã em certos pontos, causando mais confusão às pessoas a sua volta.
Chiaki Minami
Seiyuu:Minori Chihara
Chiaki é a mais nova das irmãs, estuda no estudo fundamental primário, tem cabelos longos e castanho-claro assim como os de Haruka, tem olhos entre-abertos, por isso seus colegas dizem que a mesma parece estar sempre com sono. Tem personalidade difícil, é séria e rude com a maioria das pessoas, principalmente com a irmã do meio Kana, a qual está sempre agredindo.
A única pessoa com a qual ela usa o japones polido é com a irmã mais velha Haruka, a qual sente uma extrema admiração a ponto de chamar de "Haruka-Neesama", onde "Neesama" é o sufixo com valor de admiração máxima a ser usado para irmãs mais velhas na língua japonesa.
Frequentemente xinga as pessoas com a palavra "bakayarô",ofensa que significa enfatizar a falta de inteligência da pessoa,(equivalente ao "bobo", porém mais agressivo), isso chega a ser uma marca registrada de sua personalidade, assim com seus olhos. Possui habilidades na cozinha, porém, como é mais nova, não recebe muitas responsabilidades, por isso não se interessa em tentar corrigir erros de Kana, e apenas a aconselha após ser pressionada para isso, o que não evita que kana continue causando estragos.
Tem aspectos que lembram personagens Tsunderes, porém as reações são apenas momentos súbitos de alegria, admiração ou algum sentimento, quando Tsunderes sempre parecem nervosas,emburradas, e deprezam quem gostam. No caso dela, ela apenas despreza quem não gosta, tenta evitar e não dar a mínima para quem não gosta ou não lhe interessa, e admira muito quem lhe interessa. O que exprime emoções mais naturais,reais e menos fantasiosas, diferentes das Tsunderes que são feitas justamente para serem fictícias e entrarem num grupo de personalidades que agrada muitos fãs de animação japonesa.